# Planinski dom Tamar
Planinski dom Tamar (1108 m) je planinska postojanka, ki stoji na začetku Tamarja, v zgornjem delu Planiške doline in je izhodišče poti za ture na Mojstrovke, Jalovec in Rateške Ponce. Poleg tega je dom tudi izhodišče za plezalne vzpone v severni steni Travnika. V bližini se nahaja izvir Nadiže, ki kmalu ponikne, na dan pa pride pri Zelencih kot izvir Save Dolinke. Ob poti na Sleme le v oddaljenosti 30 min od doma slap Črna voda. Prvotna koča je bila zgrajena 3. septembra 1899. Sedanji dom je bil najprej preurejen iz pastirske koče 15. novembra 1936, ki jo je prevzela rateško-planiška podružnica SPD od agrarne skupnosti. Zraven koče je postavila meteorološko postajo, oskrbnica pa je trikrat na teden pošiljala vremenska poročila. Po drugi svetovni vojni je bila koča nacionalizirana in v slabem stanju, za popravila so bila potrebna velika sredstva. PD Rateče jo je leta 1957 predalo Akademskemu planinskemu društvu iz Ljubljane, ki jo je uredilo, zgradilo vodovod in napeljalo telefon. Leta 1965 je dom prevzelo Planinsko društvo Medvode, ki ga je temeljito obnovilo. Leta 1968 so iz Planice napeljali električni vod. Ponovno so dom temeljito obnovili leta 1984. Pri gradnji vodovoda, telefona in električnega voda je bila v pomoč tudi izgradnja vodovoda do vojašnice v Tamarju. 
Po zaključku denacionalizacijskega postopka sta Planinska zveza Slovenije in Planinsko društvo Medvode 25. aprila 2013 podpisala dogovor, po katerem je Dom v Tamarju prešel pod okrilje Agrarne skupnosti Rateče Planica.
Dom je stalno odprt. V dveh gostinskih prostorih je 67 sedežev s točilnim pultom. Pred domom je 50 sedežev; v 12 sobah je 31 postelj, na dveh skupnih ležiščih pa 20 ležišč. Dom ima WC, umivalnico in prho s toplo in mrzlo vodo; gostinske in spalne prostore ogrevajo s pečmi; tu je tekoča voda, elektrika, telefon. 

## Dostop
- 6 km iz Rateč (Kranjska Gora)
- 1h: od Planiških skakalnic

## Prehodi
- 3h: do Bivaka na Kotovem sedlu
- 3h: do Tičarjevega doma na Vršiču (1618 m), čez Grlo
- 3½h: do Tičarjevega doma na Vršiču, čez Sleme
- 6-7h: do Zavetišča pod Špičkom (2064 m), čez Jalovško škrbino

## Vzponi na vrhove
- 6h: Jalovec (2645 m), čez Jalovško škrbino
- 6h: Jalovec (2645 m), mimo Bivaka na Kotovem sedlu
- 4-4½h: Mala Mojstrovka (2332 m) - Velika Mojstrovka (2366 m), čez Sleme
- 2½h: Slemenova Špica (1911 m)
- 4h: Srednja Ponca (2228 m)
  - +2h: Strug (2265 m)
  - +1h: Visoka Ponca (2274 m)